# Autodelta (Regno Unito)
Autodelta è un marchio di tuning post-vendita per le automobili Alfa Romeo, fondato nel 1987, con sede centrale a Londra, in Inghilterra. L'Autodelta 147 GTA AM è apparsa nel programma motoristico Top Gear, facendo registrare un tempo di "Power Lap" di 1 minuto e 30 secondi.

## Il contesto
Il tuner non deve andare confuso con l'omonima casa automobilistica italiana Autodelta divenuta, in seguito, denominazione distintiva per il reparto corse dell'Alfa Romeo; dalla quale proprio il tuning britannico prende ispirazione per il nome. L'elaboratore d'oltremanica produce parti di ricambio per modificare le auto originali ma anche vere e proprie reinterpretazioni dei modelli Alfa Romeo, non si occupa solo di produzione ed elaborazioni estetiche ma anche di parti meccaniche come:  rielaborazioni di sospensioni, registrazioni di motori turbo, installazioni di compressori e altre modifiche tecniche.

## Storia
Djelalian Jano, un giovane ingegnere inglese appassionato di auto italiane (in particolare Alfa Romeo), fonda nel 1987 a Ovest di Londra una propria officina di Tuning chiamandola Autodelta, il nome è stato proprio ispirato dal marchio con cui l'Alfa Romeo negli anni sessanta partecipava (con la propria Squadra corse) alle corse automobilistiche facendo da regina fra le altre case. Il logo richiama anch'egli la grafia e il simbolo del quadrifoglio, più volte utilizzato dalla casa milanese stessa.
Jano si guadagnò subito la fama dei Londinesi più fanatici del marchio milanese, e oltre a personalizzare sottocommissione per privati i vari modelli Alfa Romeo inizio pure a proporre varianti personalizzate ed esporle alle grandi esibizioni cittadine, fino a potersi permettere una reinterpretazione della prestigiosa Alfa Romeo SZ Zagato Coupé. Nel 2012 ha festeggiato i 25 anni d'attività.

### Autodelta oggi
Ora Autodelta è un tuner molto affermato non solo nel Regno Unito ma dispone di numerose filiali e partner in tutto il mondo:
- Costa Rica
- Cipro
- Francia
- Germania
- Grecia
- Irlanda
- Giappone
- Russia
- Svizzera
- Thailandia

È famosa anche per la partecipazione in molte manifestazioni automobilistiche, come per esempio la SpaItalia e lo Spring Italian Car Day, ogni sua proposta genera sempre molte discussioni fra gli appassionati del settore, infatti Autodelta è famosa per le sue elaborazioni rilevantissime sulle prestazioni delle vetture Alfa Romeo, pur mantenendo un tuning estetico sempre piuttosto sobrio e in linea con la casa milanese.

## Prodotti
Su base Alfa Romeo 147
- Autodelta 147 J12
- Autodelta 147 GTA AM
- Autodelta 147 GTA AM Super

Su base Alfa Romeo 156
- Autodelta 156 J11
- Autodelta 156 GTA
- Autodelta 156 GTA AM
- Autodelta 156 GTA AM Super

Su base Alfa Romeo GT
- Autodelta GT 3.2 Super
- Autodelta GT 3.2 Super Evo
- Autodelta GT 3.7
- Autodelta GT 3.7 Super

Su base Alfa Romeo GTV
- Autodelta GTV J10
- Autodelta Spider J10

Su base Alfa Romeo Brera/Spider
- Autodelta Brera J5 3.2 C
- Autodelta Spider J6 3.2 C

Su base Alfa Romeo SZ
- Autodelta SZ

### Autodelta Spider J6 3.2C
Il preparatore a questo modello apporta le medesime modifiche apportate alla Brera J5 3.2C ovvero l'adozione del compressore volumetrico centrifugo Rotrex C38-81 con  un radiatore dell'olio dedicato, modifiche alla centralina e intercooler, ridisegnati anche i terminali di scarico (ora ovali e studiati per un suono del motore molto più vicino alle vecchie Alfa Romeo rispetto a quello di serie) creato in collaborazione con Ragazzon. L'impianto frenante e le sospensioni sono state adattate alla nuova motorizzazione. Grazie a questi interventi la potenza massima aumenta di 88 cavalli e la coppia massima aumenta di 108 N·m. L'aerodinamica dell'auto è stata rivista con il ridisegnamento del paraurti anteriore con prese d'aria, per massimizzare il flusso d'aria per raffreddare il radiatore supplementare, con minigonne laterali, e  il tipico “splitter” Autodelta (estrattore dell'aria) integrato nel paraurti posteriore. La J6 è allestita con cerchi in lega da 19 pollici OZ Racing (modello "Ultraleggera") e pneuamtici Dunlop SP Sport Maxx.
Dati tecnici
- motorizzazione: 3.2 litri V6 Q4 da 348 cv e 430 Nm di coppia massima
- prestazioni: da 0 a 100km/h in 5,3", velocità massima di 260 km/h.[3]